# 마쓰야마시
마쓰야마시(일본어: 松山市, 문화어: 마쯔야마시)는 일본 에히메현 중부에 있는 시이자 에히메현의 현청 소재지이다. 인구는 약 50만 명으로 시코쿠에서 가장 인구가 많은 도시이다. 2000년 4월 1일에 중핵시로 지정되었고, 2005년 1월 1일에는 인접한 호조시(北条市)와 온센군(温泉郡) 나카지마정(中島町)을 편입함으로써 인구가 50만 명을 넘었다.

## 개요
마쓰야마성을 중심으로 성시로 발전했다. 나쓰메 소세키의 소설 《도련님》이나 마사오카 시키의 《하이쿠》(俳句) 등 여러 문학 작품의 배경으로 쓰였다. 또 도고 온천(道後温泉)을 비롯한 관광 도시로도 알려져 있다.
마쓰야마 공항이 있어 도쿄 등 주요 도시로 가는 국내선 항공편과 상하이 등 국제선 항공편을 이용할 수 있다.

## 지리
서쪽으로 세토 내해와 접하고, 북쪽과 동쪽은 다카나와 반도, 남쪽은 시코쿠 산지 1개 지맥과 접한다. 마쓰야마 평야의 대부분을 차지한다.

### 기후
전형적인 세토 내해식 기후이며, 연중 온난(연평균 기온 16.8℃)하고 강수량이 적다(연평균 강수량 1404.6mm). 시코쿠의 다른 3개 현과 달리 봄부터 여름에 걸쳐 강수량이 많아 장마 시기에 해당하는 6월이 최다이다. 태풍의 내습도 난요 지방이나 시코쿠 반대쪽 도쿠시마시에 비하면 꽤 적다.
겨울에는 시코쿠의 어느 현청 소재지보다 강설 일수가 많아진다. 규슈의 동해 연안을 넘어 들어온 눈구름이 간몬 해협을 빠져나와 마쓰야마 부근까지 눈을 뿌린다.
| 마쓰야마시의 기후                                            | 마쓰야마시의 기후 | 마쓰야마시의 기후 | 마쓰야마시의 기후 | 마쓰야마시의 기후 | 마쓰야마시의 기후 | 마쓰야마시의 기후 | 마쓰야마시의 기후 | 마쓰야마시의 기후 | 마쓰야마시의 기후 | 마쓰야마시의 기후 | 마쓰야마시의 기후 | 마쓰야마시의 기후 | 마쓰야마시의 기후 |
| 월                                                           | 1월               | 2월               | 3월               | 4월               | 5월               | 6월               | 7월               | 8월               | 9월               | 10월              | 11월              | 12월              | 연간              |
| ------------------------------------------------------------ | ----------------- | ----------------- | ----------------- | ----------------- | ----------------- | ----------------- | ----------------- | ----------------- | ----------------- | ----------------- | ----------------- | ----------------- | ----------------- |
| 역대 최고 기온 °C (°F)                                       | 24.4 (75.9)       | 24.5 (76.1)       | 27.5 (81.5)       | 31.1 (88.0)       | 32.3 (90.1)       | 35.6 (96.1)       | 37.0 (98.6)       | 37.4 (99.3)       | 36.2 (97.2)       | 33.3 (91.9)       | 28.0 (82.4)       | 25.2 (77.4)       | 37.4 (99.3)       |
| 일평균 최고 기온 °C (°F)                                     | 10.2 (50.4)       | 11.0 (51.8)       | 14.4 (57.9)       | 19.6 (67.3)       | 24.2 (75.6)       | 27.0 (80.6)       | 31.2 (88.2)       | 32.6 (90.7)       | 29.1 (84.4)       | 23.8 (74.8)       | 18.1 (64.6)       | 12.6 (54.7)       | 21.1 (70.0)       |
| 일일 평균 기온 °C (°F)                                       | 6.2 (43.2)        | 6.8 (44.2)        | 9.9 (49.8)        | 14.8 (58.6)       | 19.4 (66.9)       | 22.9 (73.2)       | 27.1 (80.8)       | 28.1 (82.6)       | 24.6 (76.3)       | 19.1 (66.4)       | 13.6 (56.5)       | 8.5 (47.3)        | 16.8 (62.2)       |
| 일평균 최저 기온 °C (°F)                                     | 2.6 (36.7)        | 2.8 (37.0)        | 5.6 (42.1)        | 10.3 (50.5)       | 15.0 (59.0)       | 19.4 (66.9)       | 23.8 (74.8)       | 24.6 (76.3)       | 21.0 (69.8)       | 15.1 (59.2)       | 9.6 (49.3)        | 4.8 (40.6)        | 12.9 (55.2)       |
| 역대 최저 기온 °C (°F)                                       | −7.0 (19.4)       | −8.3 (17.1)       | −6.3 (20.7)       | −2.6 (27.3)       | 1.4 (34.5)        | 5.7 (42.3)        | 14.3 (57.7)       | 15.6 (60.1)       | 9.1 (48.4)        | 2.2 (36.0)        | −1.2 (29.8)       | −5.8 (21.6)       | −8.3 (17.1)       |
| 평균 강수량 mm (인치)                                        | 50.9 (2.00)       | 65.7 (2.59)       | 105.1 (4.14)      | 107.3 (4.22)      | 129.5 (5.10)      | 228.7 (9.00)      | 223.5 (8.80)      | 99.0 (3.90)       | 148.9 (5.86)      | 113.0 (4.45)      | 71.3 (2.81)       | 61.8 (2.43)       | 1,404.6 (55.30)   |
| 평균 강설량 cm (인치)                                        | 0 (0)             | 0 (0)             | 0 (0)             | 0 (0)             | 0 (0)             | 0 (0)             | 0 (0)             | 0 (0)             | 0 (0)             | 0 (0)             | 0 (0)             | 0 (0)             | 1 (0.4)           |
| 평균 강수일수 (≥ 0.5 mm)                                     | 8.2               | 8.5               | 11.2              | 10.5              | 9.5               | 13.1              | 10.9              | 8.2               | 9.8               | 8.2               | 8.2               | 8.9               | 115.1             |
| 평균 강설일수                                                | 6.9               | 5.5               | 1.7               | 0.0               | 0.0               | 0.0               | 0.0               | 0.0               | 0.0               | 0.0               | 0.0               | 4.1               | 18.3              |
| 평균 상대 습도 (%)                                           | 63                | 63                | 63                | 62                | 64                | 73                | 72                | 70                | 70                | 68                | 67                | 65                | 67                |
| 평균 월간 일조시간                                           | 129.2             | 142.2             | 175.1             | 190.8             | 205.9             | 151.1             | 189.0             | 218.1             | 164.3             | 174.1             | 144.9             | 129.8             | 2,014.5           |
| 출처: 일본 기상청 (평년값: 1991년~2020년, 극값: 1890년~현재) |                   |                   |                   |                   |                   |                   |                   |                   |                   |                   |                   |                   |                   |

## 역사

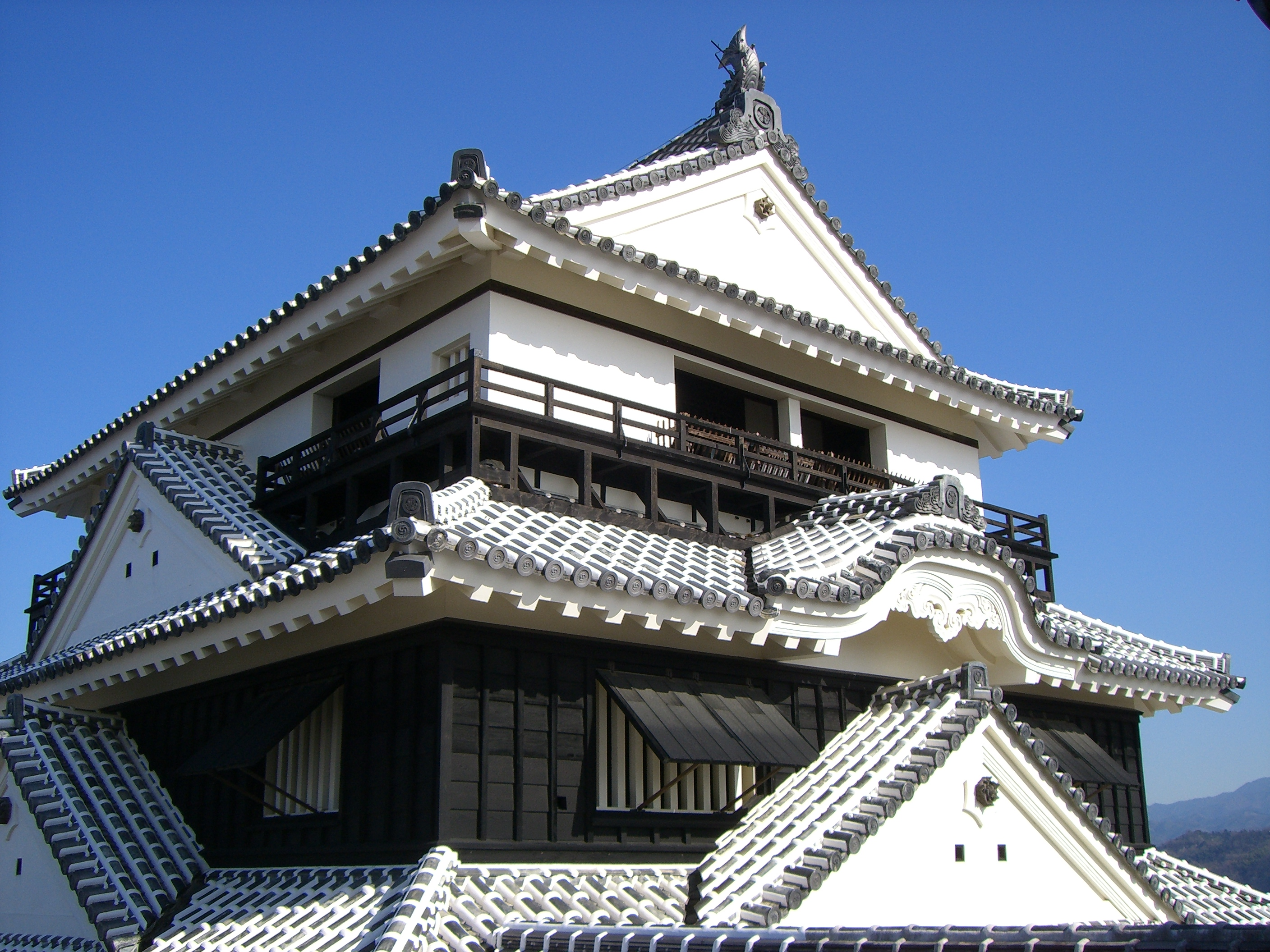
마쓰야마성 천수

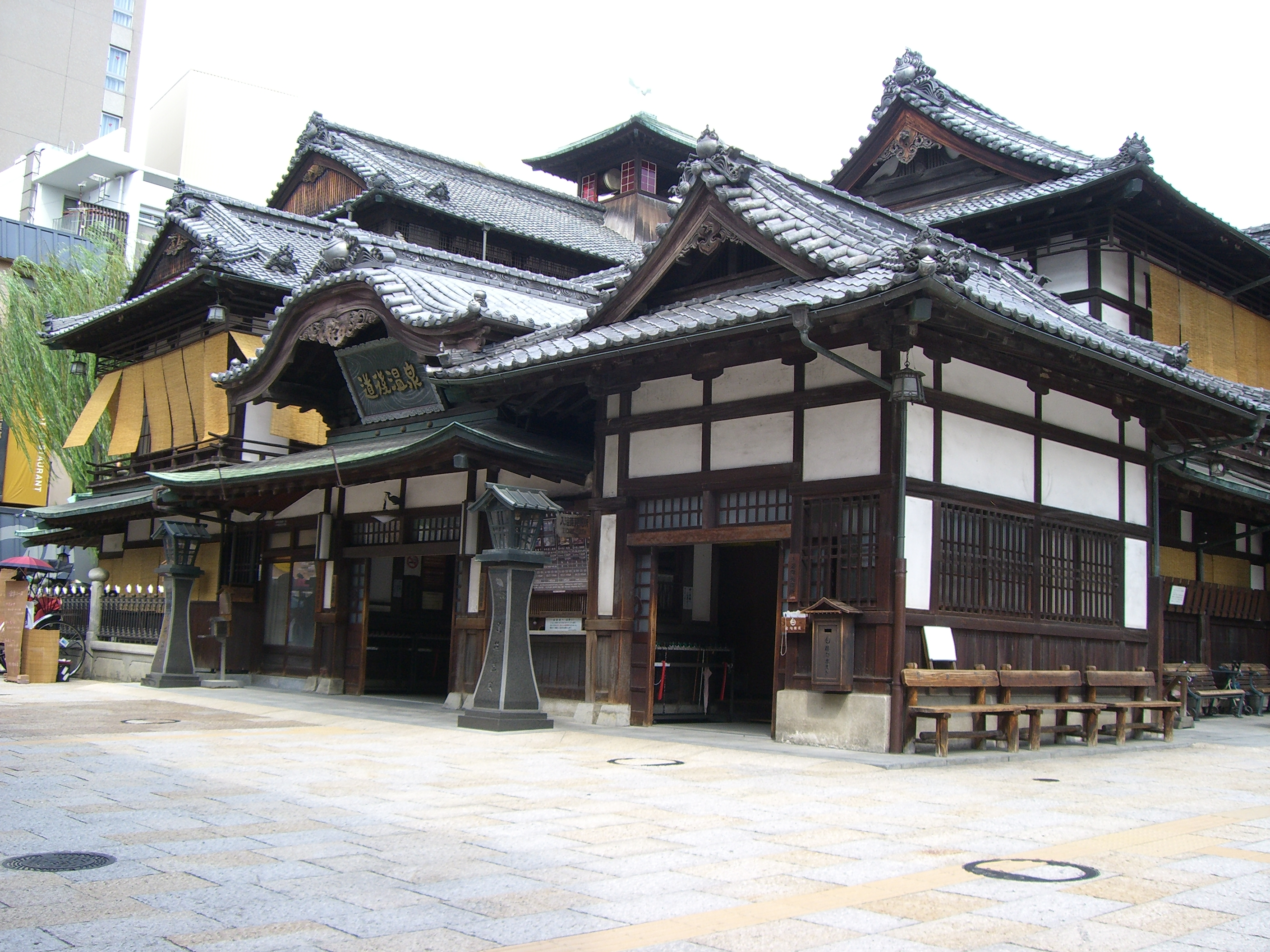
도고 온천 본관

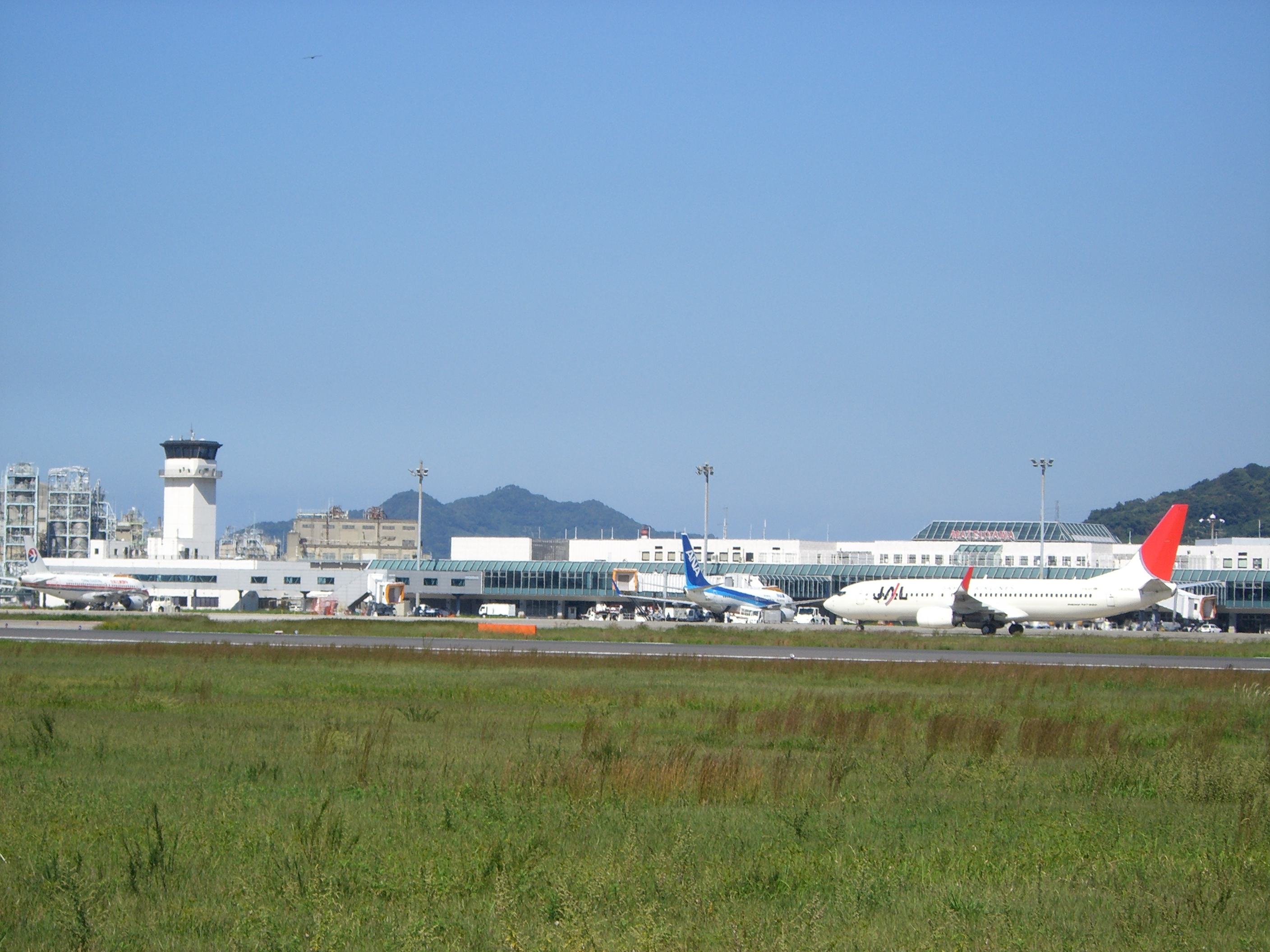
마쓰야마 공항

마쓰야마는 중세 시대에 이요국의 마쓰야마번에 속했고 마쓰야마성의 성시였다. 도고 온천이 있는 마을이자 혼슈와 규슈를 잇는 무역항으로 발전하였다. 도고 온천은 나라 시대부터 유명했고 596년에 쇼토쿠 태자가 이곳을 방문했었다. 소설 《겐지모노가타리》에서도 이곳이 등장한다.
마쓰야마의 유명한 절은 이시테지(石手寺)와 다이산지(太山寺)로 8세기에 건립되었다. 유명한 신사로는 1667년에 건립된 이사니와 신사가 있다.
- 1889년 - 마쓰야마시가 성립하였다.
- 1926년 - 아사미촌·유군촌·소가촌·미유키촌을 편입하였다.
- 1940년 - 미쓰하마정·와케촌·히사에다촌·호리에촌·시오미촌·미부촌·구와바라촌을 편입하였다.
- 1944년 - 도고유노정·쇼세키촌·하부촌을 편입하였다.
- 1951년 - 국제관광온천문화도시(국제관광문화도시)로 지정되었다.
- 1954년 - 고고시마촌, 요도촌을 편입하였다.
- 1955년 - 구메촌·유야마촌·이다이촌·고묘촌을 편입하였다.
- 1959년 - 우케나촌을 편입하였다.
- 1961년 - 오노촌을 편입하였다.
- 1962년 - 이시이촌을 편입하였다.
- 1968년 - 구타니촌을 편입하였다.
- 2000년 - 중핵시로 지정되었다.
- 2005년 - 호조시, 나카시마정을 편입하였다.

## 경제
귤로 대표되는 농업과 일본 최고의 온천인 도고 온천, 그리고 일본에 얼마 없는 원형 그대로의 현존 천수각이 있는 광대한 마쓰야마성을 중심으로 관광업, 화학 섬유 등 제조업이 기간산업이다. 공항과 항만 부근의 연안부에는 공업지대가 펼쳐지고 테이진 그룹 최대의 생산 거점을 포함하는 등 공업 생산액은 시코쿠 지방에서 상위권이다.
정보·통신 분야에서는 시코쿠를 총괄하는 주요 기관으로 일본 총무성 시코쿠 종합통신국, NTT 서일본 에히메 지점, 일본우정 시코쿠 지사, NHK 마쓰야마 방송국 등이 있고 그와 관련된 정보 통신의 기반 정비도 진행되고 있다.
시코쿠 최대의 인구를 가지는 도시로 서비스업 등 3차 산업도 발달해 있고 주변 지역도 권역으로 하는 편리성이 높은 상업 집적을 볼 수 있다. 또 시코쿠에서도 얼마 안되는 인구가 증가 중인 도시이고 세토 내해를 사이에 두고 히로시마 도시권과의 교류도 활발하다.

## 인구
| 연도 | 인구    | ±%     |
| ---- | ------- | ------ |
| 1920 | 181,496 | —      |
| 1930 | 208,446 | +14.8% |
| 1940 | 205,939 | −1.2%  |
| 1950 | 265,678 | +29.0% |
| 1960 | 307,372 | +15.7% |
| 1970 | 362,998 | +18.1% |
| 1980 | 442,147 | +21.8% |
| 1990 | 480,854 | +8.8%  |
| 2000 | 508,266 | +5.7%  |
| 2010 | 517,088 | +1.7%  |
| 2020 | 511,192 | −1.1%  |

## 교육
- 에히메 대학
- 마쓰야마 대학

## 교통

### 공항
- 마쓰야마 공항

### 철도
- 시코쿠 여객철도
  - 요산선

- 이요 철도
  - 다카하마선
  - 요코가와라선
  - 군추선
  - 조난선
  - 조호쿠선
  - 혼마치선
  - 오테마치선
  - 하나조노선

### 도로
- 마쓰야마 자동차도
- 국도 11호선
- 국도 33호선
- 국도 56호선
- 국도 196호선
- 국도 317호선
- 국도 379호선
- 국도 437호선

## 자매 도시
- 미국 캘리포니아주 새크라멘토
- 독일 바덴뷔르템베르크주 프라이부르크

## 우호교류 도시
- 대한민국 경기도 평택시
- 중화민국 타이베이시

## 같이 보기
- 쑹산구 (타이베이시)